# Wilson Pérez
Wilson Enrique Pérez Pérez (Barranquilla, 1967. augusztus 9. –), kolumbiai válogatott labdarúgó.
A kolumbiai válogatott tagjaként részt vett az 1989-es és az 1993-as Copa Américán, illetve az 1994-es világbajnokságon.

## Sikerei, díjai
América de Cali
- Kolumbiai bajnok (4): 1985, 1986, 1990, 1992
- Copa Merconorte győztes (1): 1999

Kolumbia
- Copa América bronzérmes (1): 1993